# Бланко-и-Эренас, Рамон, 1-й маркиз Пенья-Плата
Рамон Бланко-и-Эренас, 1-й маркиз Пенья-Плата (исп. Ramón Blanco y Erenas, Marqués de Peña Plata; 1833–1906) — испанский маршал; сенатор, генерал-губернатор Филиппин и Кубы.

## Биография
Рамон Бланко родился в 1833 году в испанском городе Доностия-Сан-Себастьян.
Хорошо проявил себя в во второй войне с карлистами, во время которой был правой рукой маршала Арсенио Мартинеса де Кампоса. Своей разумной примирительной политикой во многом способствовал успокоению Каталонии. За военные успехи Бланко получил титул маркиза de Pena-Plata с добавлением к фамилии Erenas — название сражения, в котором он особенно отличился. 

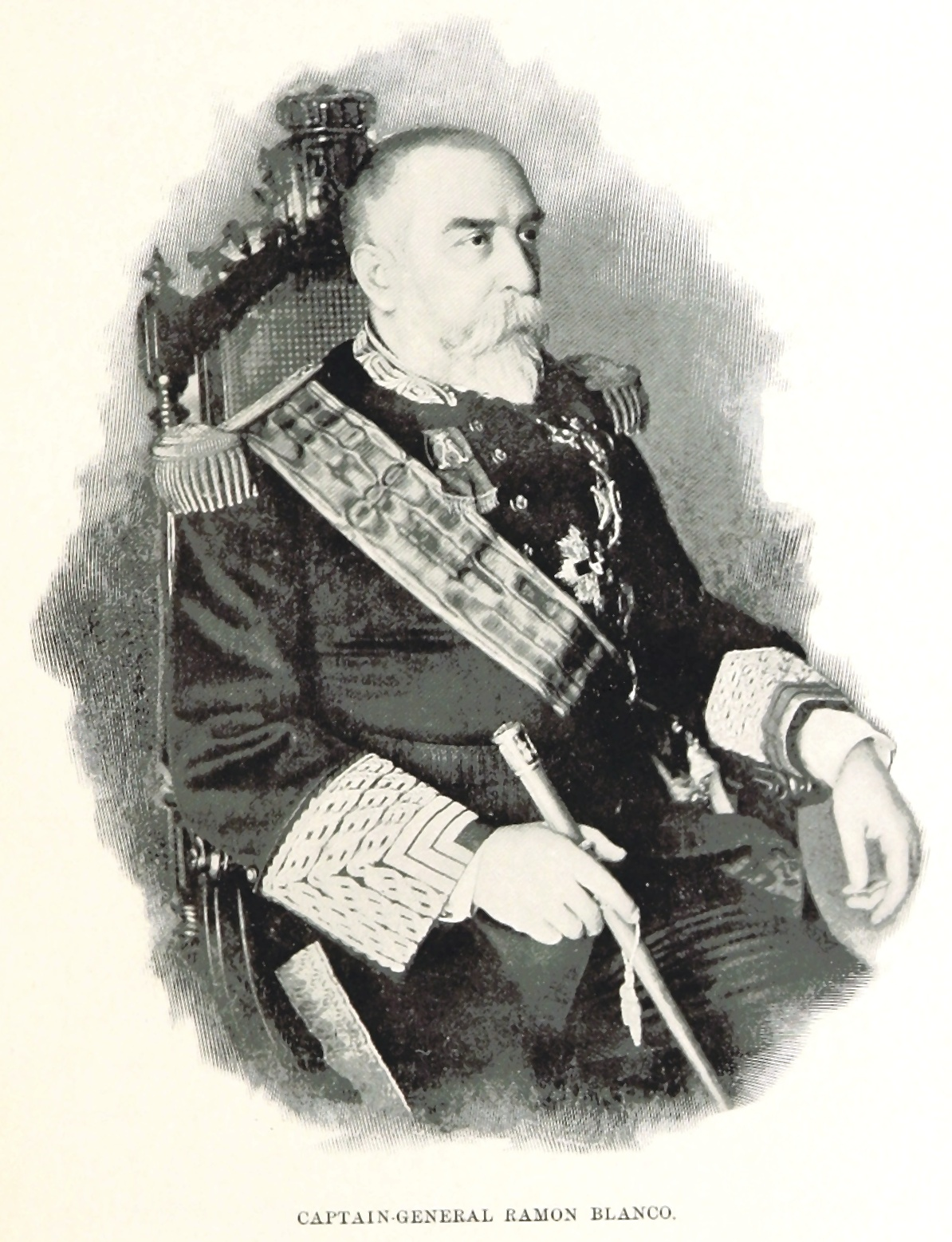
Рамон Бланко-и-Эренас

Некоторое время спустя, уже будучи сенатором, занял пост генерал-губернатора на Филиппинских островах, где вел безуспешную борьбу с тагалами, восставшими под предводительством Эмилио Агинальдо. 13 декабря 1896 года был отстранён от власти на Филиппинах под давлением консервативных сил во главе с доминиканскими монахами, которые имели значительное влияние и написали жалобу в метрополию. Это предрешило судьбу выдающегося испаноязычного писателя филиппинского происхождения, Хосе Рисаля, которому Бланко симпатизировал и не давал санкции на расстрел. При следующем генерал-губернаторе Рисаль был расстрелян испанцами, хотя не только не участвовал в филиппинской революции, но и негативно относился к восстанию, считая его преждевременным.
В дальнейшем испанцы предложили восставшим соглашение, обещая определённые реформы и значительную денежную «компенсацию». Агинальдо согласился и распустил свою армию. Однако обещание испанской стороной не было исполнено, и Агинальдо вынужден был бежать в Китай. Не пройдёт и двух лет, и двадцатитысячное войско Агинальдо выступит против испанского, во многом предопределив исход в войне Соединённых Штатов Америки и Испании.
9 октября 1897 года Рамон Бланко был назначен на должность генерал-губернатора острова Куба. Как человек рациональный и относительно гуманный, он был сторонником умиротворения острова путём введения необходимых, давно назревших реформ, начиная с дарования ему полной автономии. Бланко отменил многие жестокие меры своего предшественника, генерала Вейлера-и-Николау. В числе прочего, им была отменена так называемая «реконцентрализация», согласно которой под угрозой репрессий население  сосредотачивалось к пунктам расположения испанских гарнизонов, получая казенные рационы. (Ту же меру применяли англичане в англо-бурскую войну под названием «концентрационных лагерей»). Одновременно им были приняты меры к улучшению положения самой армии, страдающей от болезней и подолгу не получавшей жалованья.
Начавшаяся испано-американская война застала испанские войска разбросанными по всему острову. Это помешало Бланко оказать своевременную помощь гарнизону Сантьяго, осажденному американскими войсками. На представления коменданта гарнизона о неизбежности капитуляции маршал отвечал решительным требованием пробиваться. Генерал Тораль, сменивший раненого коменданта гарнизона, сдал город вопреки приказам Бланко.
Маршал Бланко в числе прочих, недовольных заключением мира, подал в отставку, но остался сенатором.
Рамон Бланко-и-Эренас, 1-й маркиз Пенья-Плата умер в 1906 году в городе Мадриде.